# Liebe deinen Nächsten

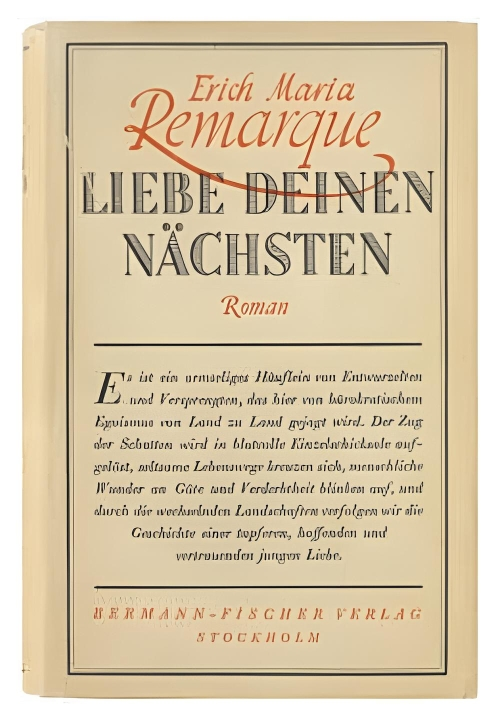
Erich Maria Remarque: Liebe Deinen Nächsten. Erstausgabe Bergmann-Fischer 1941

Liebe Deinen Nächsten ist ein Roman des deutschen Schriftstellers Erich Maria Remarque.

## Inhalt

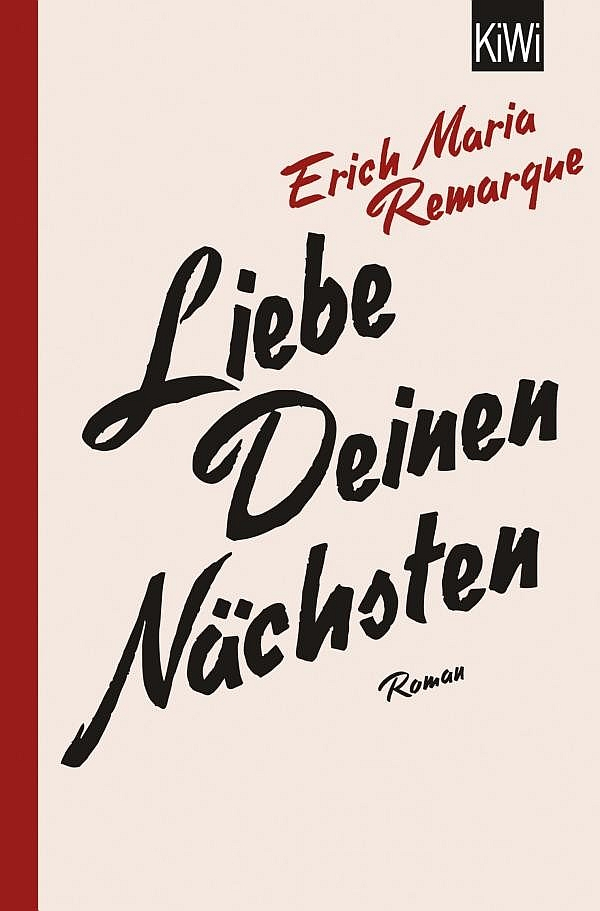
Erich Maria Remarque: Liebe Deinen Nächsten. Neuauflage Kiepenheuer & Witsch 2017

Der Roman beschreibt die miteinander verwobenen Schicksale dreier Emigranten, die Deutschland zur Zeit des Nationalsozialismus verlassen und ohne Ausweispapiere in keinem europäischen Land Aufnahme finden. Zunächst lernen sich der junge Ludwig Kern, Sohn eines denunzierten jüdischen Parfümherstellers, und der markige Josef Steiner in Wien nach der Räumung eines Emigrantenunterschlupfs kennen. Die Behörden verweisen sie des Landes und die Wege der beiden Männer trennen sich vorerst wieder. In Prag begegnet Kern zum letzten Mal seinem mittlerweile völlig gebrochenen Vater und verliebt sich in die allein reisende Ruth Holland. Das Paar wird noch in Tschechien getrennt, findet aber in Wien erneut zueinander. Gemeinsam flüchten sie weiter in die Schweiz, wo man gegen die Emigranten jedoch besonders hart vorgeht und Ruth bald schwer erkrankt. Erst in Paris scheint sich ihre Lage etwas zu entspannen. Steiner trifft dort einige Zeit später ebenfalls ein und hilft Kern, eine Arbeitsstelle beim Pavillon-Aufbau der Weltausstellung zu finden. Mit seinem gefälschten österreichischen Pass geht Steiner schließlich nach Deutschland zurück, um sich von seiner im Sterben liegenden Frau zu verabschieden. Nach ihrem Tod wird er vom Gestapomann Steinbrenner, der ihn vor seiner Flucht gefoltert hatte, abgeführt. Noch im Krankenhaus stürzt sich Steiner aus einem Fenster und reißt Steinbrenner mit in den Tod. Holland und Kern erhalten seinen Nachlass und damit auch die Möglichkeit, Europa gen Mexiko zu verlassen.

## Entstehung, Ausgaben und Verfilmung
Remarque begann die Arbeit an dem Roman im April 1938, kurz nach seiner Heirat mit Jutta Ilse Zambona im Schweizer Exil in St. Moritz und führte sie in Porto Ronco fort. Im Februar 1939 war die erste Niederschrift beendet. Remarque bereiste in diesem Jahr Frankreich und die Vereinigten Staaten, in denen er sich ab September niederließ. Liebe deinen Nächsten erschien von Juli bis September 1939 unter dem Titel Flotsam als Vorabdruck beim Magazin Collier’s Weekly. Die Buchausgabe des überarbeiteten Textes folgte im März 1941 und wurde bei Little, Brown and Company verlegt. Die deutschsprachige Erstausgabe erschien im September 1941; sie wurde vom Exilverlag Bermann Fischer in Stockholm publiziert. Ebenfalls 1941 wurde der Roman unter der Regie von John Cromwell mit dem Titel So Ends Our Night verfilmt. Die Rolle des Josef Steiner spielte Fredric March. 1953 wurde der Roman schließlich in Deutschland veröffentlicht.
Nach Motiven des Romans entstand das Theaterprojekt der Jüdischen Gemeinde Rostock Liebe Deinen Nächsten.

## Ausgaben (Auswahl)
- Erich Maria Remarque: Liebe deinen Nächsten. Kommentarii, slovarʹ L. M. Buzinovoj. Izd. Karo, Sankt-Peterburg 2011, ISBN 978-5-9925-0650-1.
- Erich Maria Remarque: Liebe deinen Nächsten. Mit einem Nachwort von Tilman Westphalen. Kiepenheuer und Witsch, Köln 1998, ISBN 3-462-02730-1.